# لامار باول
لامار باول (بالإنجليزية: Lamar Powell)‏ (3 سبتمبر 1989 ببرستل في المملكة المتحدة - ) هو لاعب كرة قدم بريطاني في مركز الهجوم. لعب مع نادي بريستول روفيرز وWeston-super-Mare A.F.C. ‏ ونادي باث سيتي ونادي ويموث.

## وصلات خارجية
- لامار باول على موقع قاعدة بيانات كرة القدم.إي يو (الإنجليزية)
- لامار باول على موقع Soccerbase.com (لاعب) (الإنجليزية)